# Ruth Roellig
Ruth Margarethe Roellig (Świebodzin, 14 december 1878 - Berlin-Schöneberg, 31 juli 1969) was een Duitse schrijfster die vooral bekend is van haar bijdragen aan de lesbische literatuur van de Weimarrepubliek. Berlins lesbische Frauen was haar bekendste boek. Haar laatste boek, Soldaten, Tod, Tänzerin (1937), had veel kenmerken van het nationaalsocialisme, waaronder racisme, antisemitisme en nationalisme.

## Vroege leven
Roellig kwam in 1878 ter wereld in wat nu het westen van Polen is, maar wat toen nog onderdeel van het oosten van Duitsland was. Haar ouders, Anna en Otto, bezaten een restaurant waar Roellig al snel hielp. In 1887 vertrok het gehele gezin naar Berlijn, waar haar ouders ook een aantal restaurants zouden starten. Roellig volgde een reeks opleidingen aan meisjesscholen en werd in 1911 en 1912 opgeleid tot redactrice. Hierna woonde ze in Finland, Bonn en Parijs waar ze niet alleen schreef voor tijdschriften, maar ook boeken schreef. Haar eerste boek verscheen in 1913. Om haar verdiensten aan te vullen werkte ze ook regelmatig als secretaresse. In 1927 keerde ze terug naar Berlijn.

## Werkzaamheden in de lesbische wereld van Berlijn

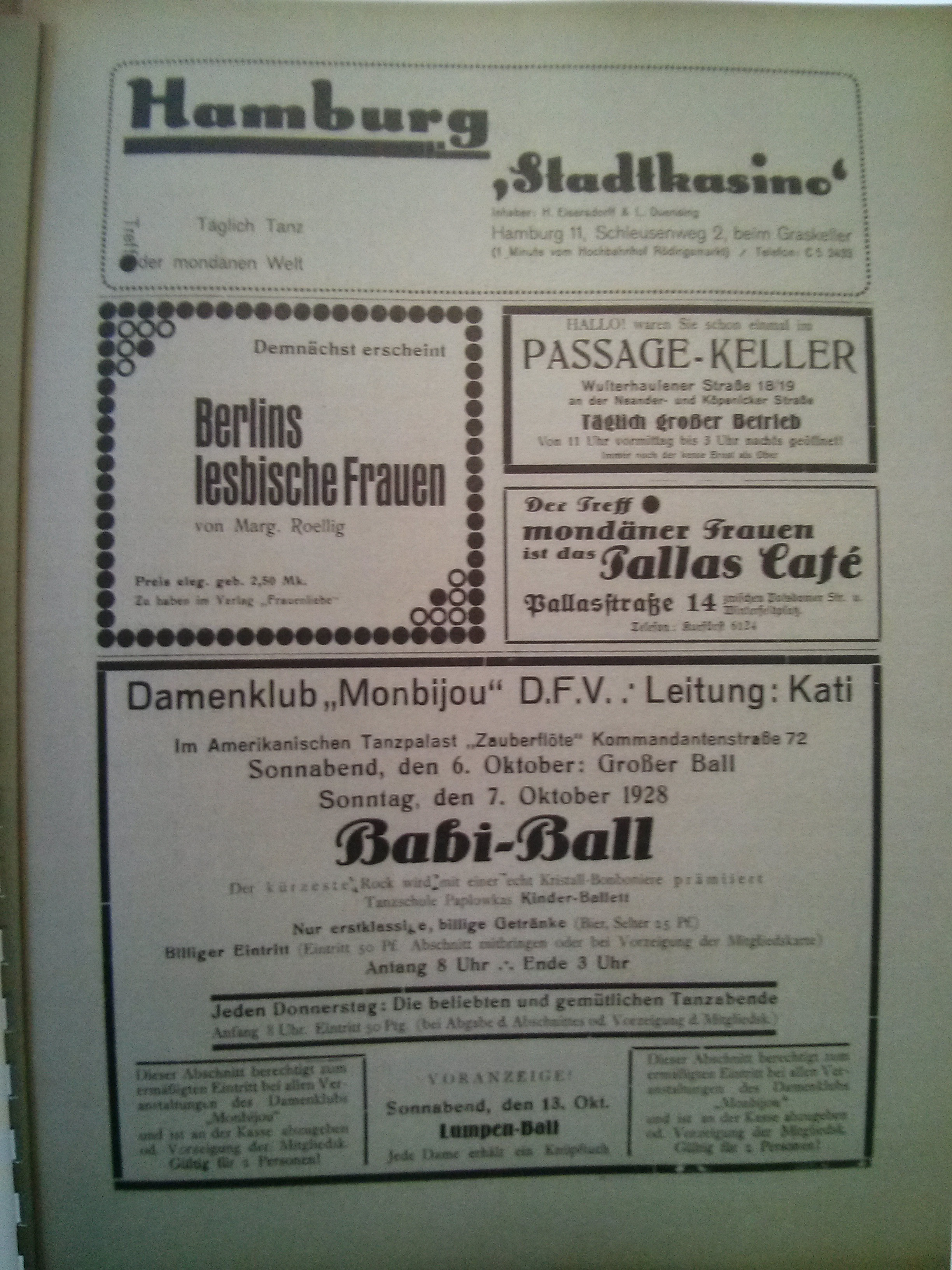
Reclame voor Berlins Lesbische Frauen in een tijdschrijft uit 1928

In Berlijn zou Roellig schrijven voor een reeks lesbische tijdschriften, waaronder Frauenliebe, Garçonne en Die Freundin. Haar bekendste boek verscheen ook in deze periode, om precies te zijn in 1928. Dit boek, Berlins lesbsiche Frauen, was een stadsgids die alle grote lesbische bars beschreef die in Berlijn aanwezig waren. Het boek bevatte een voorwoord van Magnus Hirschfeld, de oprichter van het Institut für Sexualwissenschaft. Het boek was naast een stadsgids ook een statement. Roellig zou in het boek schrijven: "Lesbische vrouwen zijn ziek noch minderwaardig - lesbsiche vrouwen zijn anders, maar volkomen gelijkwaardig aan normale schepselen". Het voorwoord van Hirschfeld zou dit statement nog eens versterken.

## Na 1933
In 1933 kwamen de nazi's aan de macht en kwam er een einde aan de vrijheid van de Weimarrepubliek. De Gleichschaltung werd in gang gezet en al snel werden tijdschriften zoals de Frauenliebe, Garçonne en Die Freundin verboden. Om te kunnen blijven publiceren moest Roellig zich aansluiten bij de Reichskulturkammer. Ze publiceerde onder het naziregime nog twee boeken, waarvan het laatste, Soldaten, Tod, Tänzerin, antisemitisch is, maar desondanks niet in goede aarde viel bij de nazi's. Mogelijk was het antisemitisme in het boek een wijze om de aandacht van haarzelf af te leiden. Opvallend is dat ze de Joodse Annette Eick, die net als zij schreef voor de Garçonne, een aantal dagen in haar huis herbergde.

### Latere leven
Ondanks haar aansluiting bij de Reichskulturkammer, publiceerde Roellig na 1937 geen enkel boek meer. Ze is hoogstwaarschijnlijk nooit lid geweest van de nazipartij. In 1943 werd haar Berlijnse huis verwoest en verhuisde Ruth Roellig met Erika naar Silezië. Erika, wier achternaam onbekend is, was haar partner die ruim dertig jaar met haar samen zou zijn tot haar dood op 91-jarige leeftijd. Tussen Erika en Roellig bestond een leeftijdsverschil van ruim 40 jaar. De beide vrouwen trokken na de oorlog in bij de zuster van Roellig, die in Berlijn woonde, en leefden van een uitkering. In 1969 overleed Roellig.